# Амзэр, Костин
Ко́стин Йо́нуц Амзэр (рум. Costin Ionuţ Amzăr; 11 июля 2003, Бухарест) — румынский футболист, защитник бухарестского «Бухарест».

## Клубная карьера
Костин Амзэр родился в Бухаресте. Воспитанник футбольной академии столичного «Динамо», в котором он с 2017 года играл в молодёжной команде.
Впервые заявленный в основу на матче чемпионата Румынии Амзэр был перед сезоном 2021/22. Первую игру в основе футболист провел 16 августа 2021 года в поединке против «Миовени». В первом сезоне Костин девять раз выходил в поле. Со следующего сезона он стал постоянным игроком основы.

## Карьера в сборной
С 2021 года Костин Амзэр защищал цвета юношеских сборных Румынии.
В октябре 2023 года в матче против Армении Амзэр дебютировал в молодёжной сборной Румынии.